# Campionati del mondo di ciclismo su strada 2008 - Gara in linea femminile Elite
La gara in linea femminile Elite dei Campionati del mondo di ciclismo su strada 2008 fu corsa il 27 settembre a Varese, in Italia, per un percorso totale di 138,8 km. Fu vinta dalla britannica Nicole Cooke, che terminò la gara in 3h42'11".

## Percorso
Questa gara consisteva in 8 giri del circuito cittadino di 17,35 km, per una distanza totale di 138,80 km. Partenza ed arrivo al Cycling Stadium di viale Ippodromo. Il percorso prevedeva un dislivello totale di 1816 m, grazie alle due salite che si alternanovano lungo il circuito: l'ascesa di via Montello, 1150 m con pendenza media del 6,5% ed una discesa tecnica, a poche centinaia di metri dalla partenza di ogni giro, e la salita dei Ronchi, 3130 m con una pendenza media del 4,5%, che termina a soli 3 km dal traguardo.

## Squadre e corridori partecipanti
| N.    | Cod. | Squadra       |
| ----- | ---- | ------------- |
| 1-6   | ITA  | Italia        |
| 7-12  | NED  | Paesi Bassi   |
| 13-18 | GER  | Germania      |
| 19-24 | USA  | Stati Uniti   |
| 25-30 | SWE  | Svezia        |
| 31-36 | SUI  | Svizzera      |
| 37-43 | AUS  | Australia     |
| 44-48 | GBR  | Gran Bretagna |
| 49-55 | LTU  | Lituania      |
| 56-61 | FRA  | Francia       |
| 62-64 | AUT  | Austria       |
| 65-70 | RUS  | Russia        |
| 71-75 | CAN  | Canada        |
| 76-78 | UKR  | Ucraina       |
| 79-82 | BEL  | Belgio        |
| 83-85 | VEN  | Venezuela     |
| 86-87 | DEN  | Danimarca     |
| 88-94 | RSA  | Sudafrica     |

| N.      | Cod. | Squadra               |
| ------- | ---- | --------------------- |
| 95-100  | ESP  | Spagna                |
| 101-103 | NZL  | Nuova Zelanda         |
| 104-109 | POL  | Polonia               |
| 110-113 | BRA  | Brasile               |
| 114-116 | MEX  | Messico               |
| 117-119 | JPN  | Giappone              |
| 120-121 | EST  | Estonia               |
| 122     | KAZ  | Kazakistan            |
| 123-124 | LUX  | Lussemburgo           |
| 125-126 | CZE  | Repubblica Ceca       |
| 127-129 | BLR  | Bielorussia           |
| 130     | NOR  | Norvegia              |
| 131-134 | IRL  | Irlanda               |
| 135-136 | SLO  | Slovenia              |
| 137     | SKT  | Saint Kitts and Nevis |
| 138     | SVK  | Slovacchia            |
| 139     | GER  | Germania              |

## Resoconto degli eventi
Partenza alle 13:00 dal Cycling Stadium e dopo poche centinaia di metri, una caduta all'inizio della salita di via Montello frazionò il gruppo e diede inizio ad una lunga fuga di 12 atlete, animata dalla statunitense Armstrong e dalle lituane Žiliūtė e Jolanda Polikevičiūtė. Nel gruppetto che guidò la corsa c'erano anche l'italiana Monia Baccaille, con il ruolo di stopper per le azzurre nel gruppo, e Nicole Cooke. Dopo 180 km di fuga, sull'ultima ascesa del Montello vennero raggiunte dal gruppo e la corsa si infiammò: fu uno scatto di Marianne Vos a scremare il gruppo delle pretendenti all'oro e l'azione dell'olandese porto alla formazione un sestetto con le tedesche Arndt e Worrack, le svedesi Johansson e Ljungskog e la gallese Nicole Cooke. Dietro a queste si lanciò in un disperato inseguimento l'italiana Noemi Cantele, varesina di Arcisate, che provocò il boato del pubblico di casa, ma non riuscì a raggiungere le cinque ragazze in fuga (la Ljungskog forò e perse la testa della corsa). Sui Ronchi la Vos guadagnò 10", ma venne ripresa a 3,5 km dall'arrivo; seguirono gli attacchi della Worrack e della Johansson, entrambe riprese e tagliate fuori dalla lotta per il podio. Fu di nuovo Marianne Vos a lanciare la volata finale, attaccando ancor prima di entrare nel Cycling Stadium ma, esausta, venne raggiunta e superata a 30 metri dal traguardo da Nicole Cooke, che bissò così l'oro vinto a Pechino e conquistò la maglia iridata. Terza e medaglia di bronzo la tedesca Judith Arndt, bronzo anche nella gara a cronometro.

## Ordine d'arrivo (Top 10)
| Pos. | Corridore          | Squadra       | Tempo    |
| ---- | ------------------ | ------------- | -------- |
| 1    | Nicole Cooke       | Gran Bretagna | 3h42'11" |
| 2    | Marianne Vos       | Paesi Bassi   | a 3"     |
| 3    | Judith Arndt       | Germania      | s.t.     |
| 4    | Emma Johansson     | Svezia        | a 5"     |
| 5    | Trixi Worrack      | Germania      | a 11"    |
| 6    | Diana Žiliūtė      | Lituania      | a 1'47"  |
| 7    | Marta Vilajosana   | Spagna        | s.t.     |
| 8    | Joanne Kiesanowski | Nuova Zelanda | s.t.     |
| 9    | Alex Wrubleski     | Canada        | s.t.     |
| 10   | Julia Martisova    | Russia        | s.t.     |